# Cleome simplicifolia
Cleome simplicifolia là một loài thực vật có hoa trong họ Màng màng. Loài này được Hook.f. & Thomson mô tả khoa học đầu tiên năm 1872.